# Gli acarnesi
ἔσπευδον: οἱ δ᾽ ὤσφροντο πρεσβῦταί τινες 

Ἀχαρνικοί, στιπτοὶ γέροντες πρίνινοι 

ἀτεράμονες Μαραθωνομάχαι σφενδάμνινοι. 

ἔπειτ᾽ ἀνέκραγον πάντες, ὦ μιαρώτατε 

σπονδὰς φέρεις τῶν ἀμπέλων τετμημένων; 

κἀς τοὺς τρίβωνας ξυνελέγοντο τῶν λίθων: 

ἐγὼ δ᾽ ἔφευγον: οἱ δ᾽ ἐδίωκον κἀβόων.»
(Anfiteo di ritorno da Sparta, vv. 178-185; trad. E. Romagnoli)
Gli acarnesi (in greco antico: Ἀχαρνῆς?, Acharnês) è una commedia teatrale del commediografo greco Aristofane. Prende il nome dagli abitanti del demo di Acarne, una suddivisione amministrativa del territorio dell'antica Atene. Messa in scena nel 425 a.C., durante la Guerra del Peloponneso, l'opera è famosa per le sue istanze pacifiste. Venne rappresentata sotto la direzione di Callistrato (non, quindi, dello stesso Aristofane, sebbene per alcuni studiosi si tratti solo di uno pseudonimo) e vinse il primo premio alle Lenee, superando nella competizione gli autori Cratino ed Eupoli.

## Trama
La commedia si apre sulla Pnice, quando Diceopoli, un contadino stanco di vedere i suoi raccolti distrutti dai soldati in guerra, interviene nella corrotta assemblea dei cittadini per proporre una tregua con Sparta. Il suo intervento però non sortisce alcun effetto, poiché la città è controllata da imbroglioni e furfanti (appaiono ad esempio gli ambasciatori greci in Persia, personificazione del funzionario statale corrotto e inefficiente), mentre lui non ha alcun potere. Stufo di quella situazione, Diceopoli incarica allora Anfiteo di recarsi a Sparta per stringere con la polis un accordo privato, una tregua valida solo per lui e la sua famiglia.
Ritorna Anfiteo da Sparta, ma è inseguito dagli abitanti di Acarne (che costituiscono il coro), i quali, infuriati per la pace privata da lui ottenuta con Sparta, hanno deciso di condannarlo a morte. Per far valere le sue ragioni e convincere gli acarnesi che la guerra non è soluzione ai loro problemi, Diceopoli si reca allora da Euripide, per farsi prestare la sua retorica e risultare così convincente. Si fa consegnare gli stracci di Telefo, che Euripide aveva messo in scena qualche anno prima vestito come un pezzente, per ricevere la capacità retorica euripidea.
Così conciato, Diceopoli ritorna dal coro degli acarnesi ed espone le sue ragioni. Essi si dividono in due fazioni opposte: il semicoro favorevole alla guerra, messo in difficoltà da Diceopoli e dal primo semicoro, chiama in proprio aiuto Lamaco, un generale dell'esercito. Lamaco e Diceopoli battibeccano e si insultano, ma Diceopoli ha la meglio e decide di istituire un mercato, un luogo libero in cui tutti possono entrare, ricevendo la visita di alcuni strani personaggi. In seguito, Diceopoli viene invitato alla festa dei Boccali, mentre Lamaco è chiamato in guerra. Alla fine, i due rientrano in scena in condizioni ben diverse: Lamaco, ferito, si lamenta in stile tragico, mentre Diceopoli è felice e decisamente brillo, accompagnato da due ragazze.

## Commento

### Il pacifismo e la corruzione dei costumi
Con l'originale trovata di un personaggio che cerca di stipulare una pace tra se stesso e una città nemica, un Aristofane ancora giovane introduce due dei temi che saranno poi centrali nella sua produzione successiva: il pacifismo e la denuncia della corruzione dei costumi (secondo Aristofane facilitata anche da esponenti della nuova cultura, quali Euripide). La guerra del Peloponneso fa in effetti da sfondo a quest'opera, ed è evidente come, alla fine della commedia, la pace venga descritta come portatrice di felicità (il contadino Diceopoli allegro e brillo), mentre la guerra sia rappresentata da Lamaco, che torna dalla battaglia ferito e lamentoso.

### Un rito di rigenerazione
La trama presenta una sorta di rito di rigenerazione, in cui da una situazione di corruzione dei costumi, attraverso l'espulsione della causa dei mali (rappresentata dal guerrafondaio Lamaco), si può tornare a un primitivo stato di benessere e di felicità. L'opera, pur sotto certi aspetti ancora acerba, possiede una scoppiettante successione di trovate e un ritmo brillante come forse nessuna altra opera di Aristofane.